# كريس فوندولوفسكي
كريستوفر إليوت فوندولوفسكي (بالإنجليزية: Christopher Elliott Wondolowski)‏ هو لاعب كرة قدم أمريكي في مركز الهجوم ولد في يوم 28 يناير 1983 في دانفيل في كاليفورنيا في الولايات المتحدة، يلعب حالياً مع سان خوزيه إيرثكويكس وسبق له اللعب مع نادي هيوستن دينامو ونادي تشيكو روكس، كما لعب مع منتخب الولايات المتحدة لكرة القدم في كأس العالم لكرة القدم 2014 في البرازيل.

## وصلات خارجية
- كريس فوندولوفسكي على موقع الاتحاد الدولي (مؤرشف)  (الإنجليزية)
- كريس فوندولوفسكي على موقع الدوري الأمريكي (الإنجليزية)
- كريس فوندولوفسكي على موقع إي إس بي إن إف سي (الإنجليزية)
- كريس فوندولوفسكي على موقع قاعدة بيانات كرة القدم.إي يو (الإنجليزية)
- كريس فوندولوفسكي على موقع ليكيب (الفرنسية)
- كريس فوندولوفسكي على موقع ناشيونال فوتبول تيمز (الإنجليزية)
- كريس فوندولوفسكي على موقع Soccerway.com (الإنجليزية)
- كريس فوندولوفسكي على موقع AS.com (الإسبانية)

- كريس فوندولوفسكي على موقع سوكرواي